# Royal Cosun
Coöperatie Koninklijke Cosun U.A. (Royal Cosun) is een Nederlandse onderneming die plantaardige grondstoffen, vooral suiker en aardappelen, door middel van bioraffinage verwerkt tot ingrediënten en componenten voor voeding (voor mens en dier), chemie op basis van plantaardige grondstoffen, non-foodtoepassingen en energie.
Het concern is ontstaan uit de coöperatieve suikersector in Nederland. De eerst coöperatieve suikerfabriek werd opgericht in 1899. Bij het honderdjarig bestaan van de onderneming in 1999 verkreeg Cosun het recht het predicaat Koninklijk te voeren en werd de nieuwe naam Royal Cosun.

## Activiteiten
Royal Cosun is het moederbedrijf van Cosun Beet Company (oude naam: Suiker Unie), Sensus, SVZ (voormalig), Aviko en de Duynie Group. Het hoofdkantoor van de onderneming is gevestigd in Breda. De belangrijkste klanten zijn de internationale voedingsmiddelenindustrie, foodservice (horeca en groothandel), veehouders en de chemie- en energiesector.

### Cosun Beet Company (ex Suiker Unie)
Suiker Unie verwerkt suikerbieten tot suiker en suikerproducten. Suiker Unie is ontstaan uit de samenvoeging van coöperatieve suikerfabrieken. Door de overnames in 2007 van CSM Suiker en in 2009 Danisco Sugar Gmbh in Anklam (Duitsland) behoort Suiker Unie tot de top 5 bietsuiker-producenten in Europa. In de bietencampagne 2018 heeft Suiker Unie in Nederland 1,1 miljoen ton witsuiker geproduceerd. Suiker Unie GmbH in Duitsland produceert ruim 200.000 ton suiker en ongeveer 50.000 m³ bio-ethanol per jaar. In juli 2020 is de naam van Suiker Unie gewijzigd in Cosun Beet Company. Deze naam is volgens de ceo een combinatie van het voorvoegsel co- (in coöperatie / samen) en sun, de zon; de bron van het bestaan. Volgens sommigen, aldus de ceo, zou het staan voor Coöperatie Suiker Unie Nederland.

### Aviko
Aviko verwerkt aardappelen tot gekoelde en diepgevroren frites en allerlei andere van aardappelproducten. Het bedrijf is onder andere gevestigd in Steenderen, Poperinge en Rain (Duitsland). Aviko Rixona produceert aardappelvlokken en -granulaat in Oostrum (bij Venray) en Warffum. De onderneming werd in 2002 volledig onderdeel van Royal Cosun. Het is het op een na grootste aardappelverwerkende bedrijf in Europa, en het vierde wereldwijd. In 2020 telde het bedrijf ruim 2100 medewerkers en verwerkte circa 1,6 miljoen ton aardappelen.

### Diversen
- Sensus is producent van inuline; een prebiotische voedingsvezel die suiker en vet kan vervangen in levensmiddelen. Het wordt gemaakt uit de wortel van cichorei. De productiebedrijven zijn gevestigd in Roosendaal en Zwolle.

- SVZ produceert, ontwikkelt en verkoopt groente- en fruitingrediënten voor de internationale voedingsmiddelenmarkt. Het bedrijf heeft vestigingen België, Polen, Spanje en de Verenigde Staten, het hoofdkantoor staat in Breda. In 2023 verkocht Cosun de onderneming aan de Duitse Döhler-groep.

- Duynie verwerkt plantaardige resten van de Cosun-bedrijven en van tal van andere ondernemingen tot bijvoorbeeld zetmeel voor non-foodtoepassingen. De vezels (pulp) die overblijven na het productieproces van Sensus en Suiker Unie worden bij Duynie verwerkt tot diervoeding.

## Resultaten
De financiële resultaten van Royal Cosun vanaf 2013 zijn in de tabel hieronder opgenomen. In 2023 werd van de totale omzet iets minder dan 30% behaald in Nederland en 60% werd gerealiseerd in de rest van Europa. De suikeractiviteiten hadden een aandeel van 37% in de totale omzet en die van aardappels lag rond de 44%. Van de 4613 voltijdsmedewerkers was de helft werkzaam in Nederland in 2023.
De daling van de omzet en resultaten in 2018 was vooral een gevolg van de sterk gedaalde suikerprijs. In 2020 werd het resultaat met € 32 miljoen positief beïnvloed door bijzondere baten op de verkoop van gronden, maar in 2021 was sprake van bijzondere lasten van eveneens € 32 miljoen. De sterk stijging van de omzet in 2022 en 2023 was met name een gevolg van hogere verkoopprijzen.
| Jaar | Netto omzet | Bedrijfs- resultaat | Netto- resultaat | Groeps- vermogen | Balans- totaal | Aantal werknemers (in FTE) | CO2-emissie per ton product (in ton) |
| ---- | ----------- | ------------------- | ---------------- | ---------------- | -------------- | -------------------------- | ------------------------------------ |
| 2013 | 2166        | 172                 | 139              | 1176             | 1969           | 3477                       |                                      |
| 2014 | 2115        | 110                 | 79               | 1257             | 1999           | 3799                       |                                      |
| 2015 | 1948        | 59                  | 46               | 1165             | 1773           | 3912                       |                                      |
| 2016 | 1988        | 77                  | 56               | 1178             | 1790           | 3896                       |                                      |
| 2017 | 2112        | 108                 | 75               | 1250             | 1902           | 3850                       | 0,23                                 |
| 2018 | 2046        | 1                   | 0                | 1246             | 1811           | 3848                       | 0,22                                 |
| 2019 | 2046        | 24                  | 18               | 1263             | 1848           | 3744                       | 0,22                                 |
| 2020 | 2029        | 47                  | 30               | 1285             | 1962           | 3911                       | 0,24                                 |
| 2021 | 2287        | −3                  | −8               | 1278             | 2220           | 4407                       | 0,25                                 |
| 2022 | 3047        | 112                 | 76               | 1352             | 2600           | 4558                       | 0,22                                 |
| 2023 | 3704        | 248                 | 162              | 1508             | 2705           | 4613                       |                                      |